# Превышение полномочий
Превышение полномочий — действия должностного лица или сотрудника ЧОПа, выходящие за пределы его полномочий, согласно УК РФ.
Во многих странах в законе есть аналогичные положения: превышение полномочий выделено в отдельный состав в УК стран постсоветского пространства, Вьетнама, Монголии, либо входит как одна из альтернатив в состав злоупотребления служебным положением (Болгария, Куба, Литва, бывшие югославские республики). Кроме того, наказуемость подобных незаконных действий может предусматриваться общими составами должностных преступления (Польша), либо специальными составами, устанавливающими ответственность за необоснованное применение насилия должностными лицами (Германия, Испания, Македония, Южная Корея, США, Эстония).
Превышение полномочий может выражаться в совершении действий:
- Относящихся к полномочиям другого должностного лица (вышестоящего или равного по рангу; данного или другого ведомства) или коллегиального органа
- Которые могли бы быть совершены данным лицом, но лишь при наличии особых условий, отсутствовавших в данной ситуации
- Которые никем и ни при каких условиях не могут быть совершены, поскольку не входят в компетенцию никаких должностных лиц или иных субъектов

Служащие частных охранных или детективных служб несут ответственность за превышение полномочий, совершаемое вопреки задачам их деятельности, при условии, что их действия сопряжены с применением насилия или угрозой его применения.
Превышение полномочий может также включать в себя элементы самоуправства. Это происходит в случаях, когда должностное лицо или сотрудник частного охранного предприятия совершает действия, выходящие за пределы своих полномочий в целях реализации действительного или предполагаемого права (например, судебный пристав самовольно использует служебные полномочия для того, чтобы взыскать с должника имущество до того, как соответствующее решение суда будет передано ему для исполнения). 
В народе систематическое превышение полномочий должностными лицами (обычно низового звена) нередко называется «синдромом вахтёра», по аналогии с ситуацией, когда вахтёр начинает самостоятельно принимать решение о том, кого пропускать, а кого — нет, несмотря на то, что при этом он должен руководствоваться должностной инструкцией и другими документами. Необходимо отметить, что поскольку вахтёры не являются должностными лицами, такое их поведение является нарушением трудовой дисциплины, а не административным правонарушением и тем более не преступлением. Даже если вахтёр является сотрудником ЧОП, в подобной ситуации его действия мотивируются ложно понятыми интересами службы и не могут быть расценены как совершаемые вопреки задачам деятельности данных субъектов.